# Friends and Family
Friends and Family je americký hraný film z roku 2001, který režíroval Kristen Coury. Komedie popisuje nesnáze dvou milenců-gangsterů, kteří se snaží zatajit před rodiči jednoho z nich, čím se živí. Snímek měl světovou premiéru na New York Lesbian and Gay Film Festival 8. července 2001.

## Děj
Stephen Torcelli žije se svým partnerem Dannym Russem v New Yorku. Když Stephenovi rodiče zavolají, že za nimi přijíždějí z Washingtonu, aby oslavili 60. narozeniny Stephenova otce, Stephen a Danny se snaží skrýt svůj dvojitý život. Rodiče sice vědí, že Stephen a Danny jsou gayové. Netuší ale, že pracují jako gangsteři pro mafiánskou rodinu Patrizzi. Stephenův otec je totiž tajný agent FBI. Stephen a Danny jim celou dobu tvrdí, že provozují cateringovou společnost, ovšem ani jeden z nich neví o vaření vůbec nic. Mezitím dcera dona Patrizziho Jenny oznámí rodině své zasnoubení. Její snoubenec Damon však není ani Sicilián, dokonce ani katolík, pochází z baptistického venkova. Don Patrizzi se přesto rozhodne vystrojit nákladnou hostinu, která se spojí s oslavou narozenin pana Torcelliho. O jídlo se postará Vito, jeden ze synů dona Patrizziho, který je kuchař a o výzdobu syn Frankie, který je dekoratér. Tím mohou Stephen a Danny tvrdit, že vše zajistila jejich cateringová společnost. Don Patrizzi rovněž pozve jednoho senátora. Právě tento host je lákadlem pro rodiče Jennyho snoubence. Nikdo totiž netuší, že vedou militantní skupinu, která chce svrhnout federální vládu Spojených států. Senátor se má stát jejich rukojmím při vyjednávání. Večírek probíhá dobře, dokud není přerušen útokem militantní skupiny. Stephen a Danny se obávají, aby nebyla přivolána policie a podaří se jim útočníky paralyzovat s pomocí gangsterů a pozvaných drag queens. Stephen a Danny řeknou panu Torcelliovi, čím se doopravdy živí, ale protože ten právě oslavil 60. narozeniny, byl již ze služeb FBI propuštěn. Don Patrizziho rovněž zjistí, že Jennyn snoubenec Damon byl adoptován a narodil se na Sicílii, takže nic nebrání jeho přijetí v rodině.

## Obsazení
| Greg Lauren          | Stephen Torcelli |
| Chris Gartin         | Danny Russo      |
| Rebecca Creskoff     | Jenny Patrizzi   |
| Edward Hibbert       | Richard Grayson  |
| Allison Mackie       | Cheryl           |
| Meshach Taylor       | Bruno            |
| Beth Fowler          | paní Torcelli    |
| Frank Pellegrino     | pan Torcelli     |
| Johnny Russo         | Max              |
| Sam Coppola          | Carlo Ricci      |
| Michael Squicciarini | Ray              |
| Frank Minucci        | Leo              |
| Richard Petrocelli   | Eddie            |